# Marcilly-le-Hayer

Marcilly-le-Hayer este o comună în departamentul Aube din nord-estul Franței. În 2009 avea o populație de 665 de locuitori.